# Desmomys
Desmomys (Дестоміс) — рід гризунів родини Мишевих з Єфіопії.

## Опис тварин
Ці гризуни можуть досягати в довжину тіла близько 12 сантиметрів, і в середньому 15 сантиметрів хвіст. Хутро світло-сіре зверху і жовтувато-сіре знизу стороні. За статурою вони нагадують тісно пов'язаний рід Pelomys.

## Проживання
Види населяють нагірні райони на висотах 1800-2800 метрів над рівнем моря. Вони часто живуть в болотистих регіонах. В іншому, дуже мало відомо про їх спосіб життя.